# Seznam zápasů srbské fotbalové reprezentace na MS
Srbská fotbalová reprezentace byla celkem 3x na mistrovstvích světa ve fotbale a to v roce 2010, 2018, 2022.
- Aktualizace po MS 2022 – Počet utkání – 9 – Vítězství – 2x – Remízy – 1x – Prohry – 6x

| Číslo | Soupeř    | Výsledek | MS      | Fáze turnaje       | Góly Srbska                                                      |
| ----- | --------- | -------- | ------- | ------------------ | ---------------------------------------------------------------- |
| 1.    | Ghana     | 0 – 1    | MS 2010 | základní skupina   | Ne                                                               |
| 2.    | Německo   | 1 – 0    | MS 2010 | základní skupina   | Milan Jovanović                                                  |
| 3.    | Austrálie | 1 – 2    | MS 2010 | základní skupina   | Marko Pantelić                                                   |
| 4.    | Kostarika | 1 – 0    | MS 2018 | základní skupina E | Aleksandar Kolarov                                               |
| 5.    | Švýcarsko | 1 – 2    | MS 2018 | základní skupina E | Aleksandar Mitrović                                              |
| 6.    | Brazílie  | 0 – 2    | MS 2018 | základní skupina E | Ne                                                               |
| 7.    | Brazílie  | 0 – 2    | MS 2022 | základní skupina G | Ne                                                               |
| 8.    | Kamerun   | 3 – 3    | MS 2022 | základní skupina G | Strahinja Pavlović, Sergej Milinković-Savić, Aleksandar Mitrović |
| 9.    | Švýcarsko | 2 – 3    | MS 2022 | základní skupina G | Aleksandar Mitrović, Dušan Vlahović                              |